# Sân bay Khrabrovo

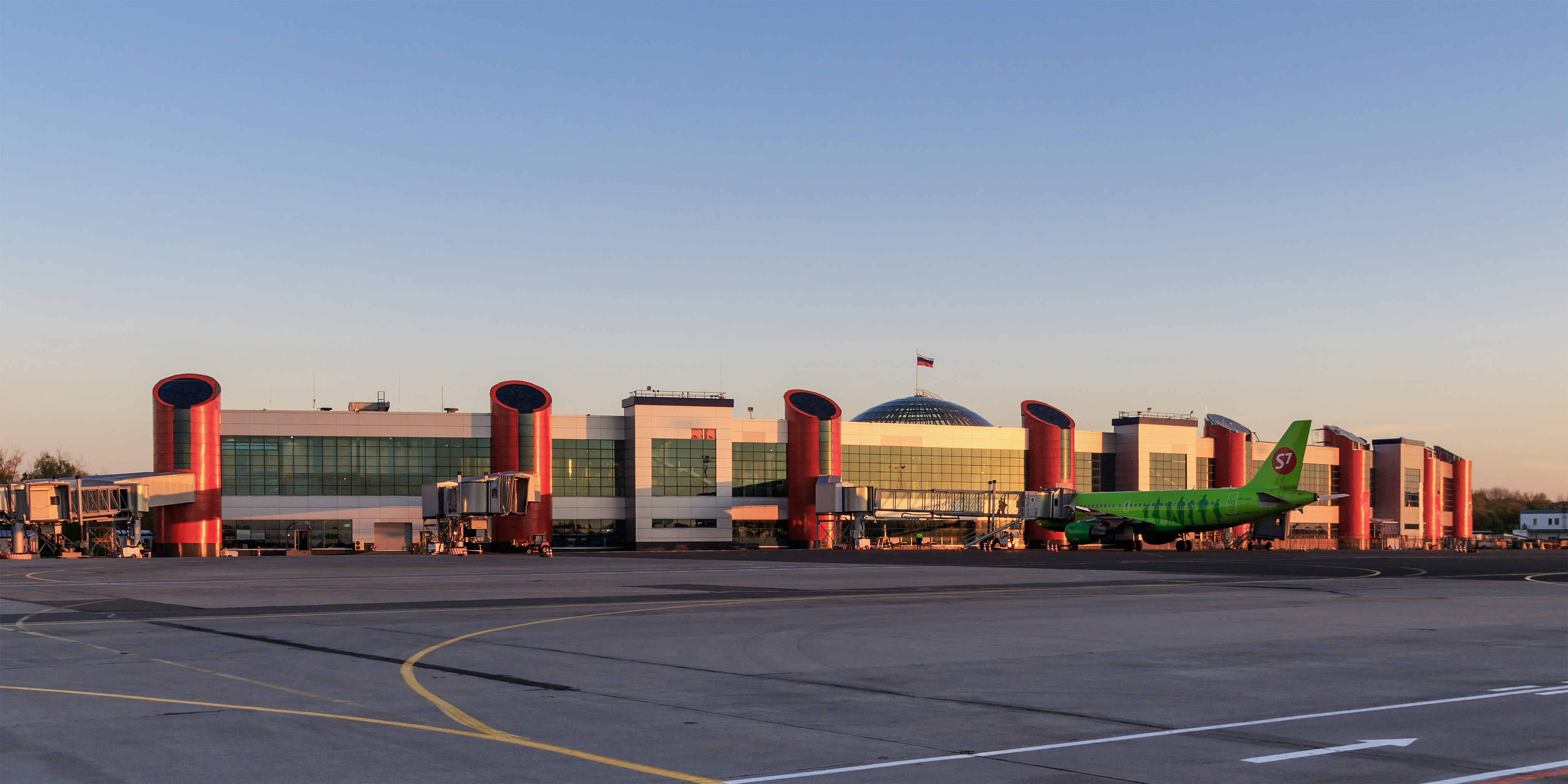
Nhà ga của sân bay Khrabrovo

Sân bay Khrabrovo (tiếng Nga Аэропорт Храброво, tiếng Đức Powunden) (IATA: KGD, ICAO: UMKK) là một sân bay nằm 24 km về phía bắc của Kaliningrad. Năm 2007, sân bay này đã phục vụ 1.204.060 lượt khách.
Đây là trung tâm hoạt động của hãng hàng không KD Avia và các hãng khác nối Đông và Bắc Âu.
Năm 1979, xây dựng nhà ga mới. Năm 2004, xây lại đường băng, sân đỗ. Năm 2007, mở nhà ga mới.
Thống kê lượt khách qua các năm:
- 2002 - 163.000
- 2003 - 115.000
- 2004 - 209.000
- 2005 - 311.000
- 2006 - 731.626
- 2007 - 1.204.060

## Các hãng hàng không và các điểm đến
- Aeroflot (Moskva-Sheremetyevo)
- Aerosvit Airlines (Kiev-Boryspil)
- airBaltic (Copenhagen, Riga)
- Belavia (Minsk)
- Gomelavia (Grodno, Gomel, Minsk)
- KD Avia (Athens, Barcelona, Berlin-Tegel, Budapest, Düsseldorf, Istanbul-Atatürk, Kiev-Boryspil, London-Gatwick, Milan-Malpensa, Moskva-Domodedovo, Moskva-Sheremetyevo, Munich, Nizhny Novgorod, Paris-Charles De Gaulle, Prague, Odessa, Roma-Fiumicino, Sofia, St. Peterburg, Tel Aviv, Vienna)
- LOT Polish Airlines (Warsaw)
- Lufthansa (Friedrichshafen)
- Rossiya (St. Peterburg)
- Sky Express (Moskva-Vnukovo)
- UTair Aviation (Moskva-Vnukovo)